# کلیسای سانتا کلارا (مریدا)

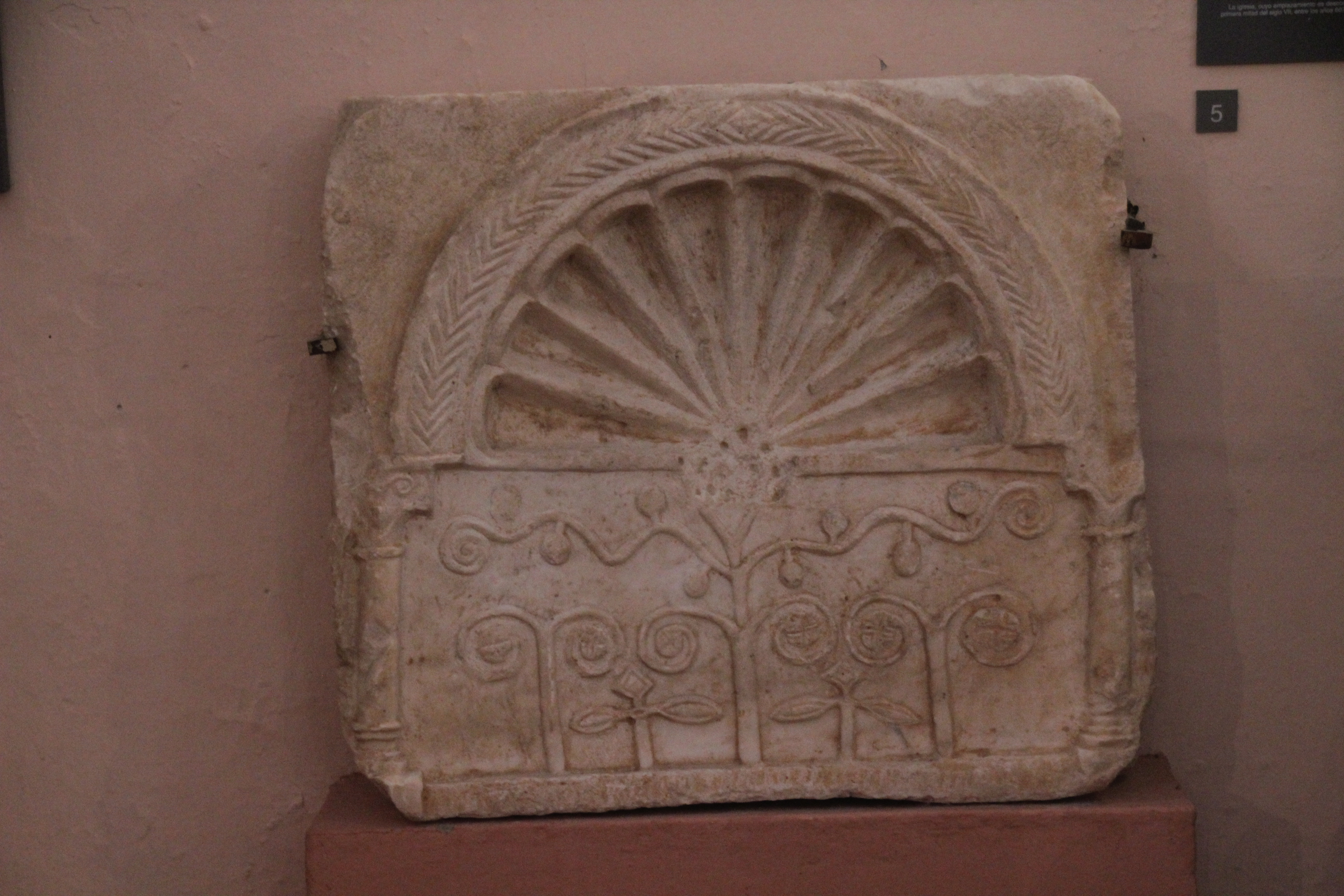
آثار وزیگوتی که امروزه در کلیسای سانتا کلارا نگهداری می‌شوندa

کلیسای سانتا کلارا عبادتگاهی مذهبی است که در مرکز شهر مریدا، در مثلثی واقع شده بین کلیسای جامع مشترک مریدا، شهرداری مریدا و مجلس ایالتی اکسترمادورا قرار دارد. این کلیسا در گذشته متعلق به صومعهٔ سانتا کلارا بود. امروزه، ساختمان کلیسا محل استقرار «موزه هنر وزیگوت» مریدا  است. همچنین ساختمان‌های وابسته به صومعه، اکنون به نگارخانهٔ سانتا کلارا برای نمایشگاه‌های هنری اختصاص یافته‌اند.
کلیسای قدیمی و موزهٔ هنر وزیگوت، هر دو تحت عنوان مجموعه باستان‌شناسی مریدا شناخته می‌شوند که در سال ۱۹۹۳ توسط یونسکو با شماره ثبت ۶۶۴-۰۱۲ به عنوان میراث جهانی به ثبت رسیدند.

## تاریخچه
صومعه توسط پزشک اهل مریدا، لوپه سانچز د تریانا، در سال ۱۶۰۲ بنیان‌گذاری شد. نخستین طرح‌های کلیسا در سال ۱۶۱۵ توسط گارسیا کاراسکو (معمار اهل تروخیو) تهیه شد، اما بعداً در سال ۱۶۲۱ توسط اوردازا سابالا اصلاح و بازطراحی شد. همچنین، استاد بارتولومه گونسالس مونتیل از شهر سافرا در طراحی مشارکت داشت. ساخت کلیسا از سال ۱۶۲۲ آغاز شد و اجرای آن توسط دیه‌گو میگل و پسرش فرانسیسکو میگل، معمارانی از شهر مدیین انجام شد و تا اواخر قرن هفدهم ادامه داشت.

## هنر و معماری
این کلیسا یکی از برجسته‌ترین نمونه‌های سبک باروک کلاسیک یا اصیل در شهر مریدا محسوب می‌شود. طرح بنا به شکل صلیب لاتین است، با تقاطع مرکزی و محراب کم‌عمق. در نمای بیرونی، دیوارها بر پایه‌ای بلند از گرانیت استوارند؛ خصوصیتی که در بیشتر کلیساهای هم‌سبک در منطقه مشاهده می‌شود. در قسمت بالاتر، آجرکاری با گرانیت در گوشه‌ها و مخلوطی از سنگ‌چین در وسط دیوارها دیده می‌شود. نمونه‌ای مشابه از این ترکیب را می‌توان در برج صومعهٔ راهبه‌های سانتا ائولالیا یافت، با این تفاوت که در آن، سنگ‌چین با خاک کوبیده جایگزین شده است.
گرانیت به عنوان مصالح اصلی در گوشه‌ها و سردرهای ورودی استفاده شده است. این کلیسا یک سازهٔ گنبدی دارد که گنبد نیم‌کره‌ای آن به همراه فانوس بر فراز صلیب میانی نصب شده، و حالتی شبیه به یک برج دیده‌بانی به بنا داده است. کلیسا دارای دو ورودی جانبی است که هر دو در دیوارهای طرفین قرار دارند و به‌صورت سردرهای سنگی با کتیبه‌های افقی (ادینتلا) طراحی شده‌اند. ورودی اصلی به سمت خیابان سانتا جولیا باز می‌شود.